# Terceti
El terceti és un joc d'entreteniment on dues parelles de jugadors es disputen la victòria amb una baralla italiana, que és com una baralla espanyola, de la qual s'han eliminat els vuits i els nous de cada coll o plega. Guanya la parella que primer s'anoti tres cantons.